# Transylvania (Schiff, 1914)
Die Transylvania (I) war ein 1914 in Dienst gestelltes Dampfschiff der britischen Reederei Anchor Line, das kurzzeitig als Passagier- und Postdampfer auf der nordatlantischen Route zwischen Europa und den USA eingesetzt wurde. Aufgrund des Kriegsausbruchs war die Transylvania nur wenige Monate im Dienst. Ab Mai 1915 diente sie als alliierter Truppentransporter, bis sie am 4. Mai 1917 im Ligurischen Meer von einem deutschen U-Boot versenkt wurde.

## Das Schiff
Die 14.348 BRT große Transylvania wurde 1914 auf der Werft Scotts Shipbuilding and Engineering Company in der schottischen Stadt Greenock gebaut. Eigner war die Anchor Line, die seit 1911 ein Teil der Cunard Line war. Sie war das baugleiche Schwesterschiff der Tuscania (I), die bereits im September 1914 fertiggestellt worden war. Der 167,11 m lange Dampfer wurde von zwei Parsons-Turbinen und sechs Scotch-Dampfkesseln angetrieben, die auf zwei Schiffsschrauben wirkten und eine Geschwindigkeit von 17,5 Knoten (35,2 km/h) ermöglichten. Die Passagierunterkünfte waren für 1.379 Fahrgäste ausgelegt.
Das Schiff lief am 23. Mai 1914 vom Stapel und sollte ursprünglich zwischen New York und verschiedenen Anlaufhäfen im Mittelmeerraum verkehren. Stattdessen wurde es dann aber ab dem 7. November 1914 auf der Route zwischen New York und Liverpool eingesetzt. Kapitän der Transylvania war William Thomas Turner. Ab Februar 1915 wurde Glasgow in die Route der Transylvania integriert. Im Mai 1915, nach nur einem halben Jahr im kommerziellen transatlantischen Passagierverkehr, wurde die Transylvania von der britischen Admiralität requiriert und als Truppentransporter zwischen Alexandria und Marseille eingesetzt. Die Räumlichkeiten wurden so umkonzipiert, dass nun 200 Offiziere und 2860 Soldaten neben der Besatzung aufgenommen werden konnten.

## Versenkung
Am Donnerstag, 3. Mai 1917 legte die Transylvania unter dem Kommando von Lieutenant S. Brennell in Marseille zu einer Fahrt nach Alexandria (Ägypten) ab. Das Schiff wurde dabei von den japanischen Zerstörern Matsu und Sakaki eskortiert, die von Konteradmiral Kozo Sato kommandiert wurden. Die Personenkapazität war auf dieser Fahrt fast ausgeschöpft. Am darauf folgenden Tag, dem 4. Mai, wurde der Dampfer vier Kilometer südlich von Kap Vado im Golf von Genua von U 63 angegriffen. U 63 war ein deutsches U-Boot, das sich unter dem Kommando von Kapitänleutnant Otto Schultze auf Feindfahrt befand. Die Transylvania fuhr im Zickzackkurs bei 14 Knoten Fahrt, als gegen 10 Uhr vormittags ein Torpedo von U 63 auf der Backbordseite in den Maschinenraum einschlug.
Das getroffene Schiff steuerte das nahe Land an, während die Matsu längsseits kam, um die Soldaten zu übernehmen. Die Sakaki versuchte währenddessen, das U-Boot am Auftauchen zu hindern. U 63 schoss einen Torpedo auf die Matsu ab, die mit voller Kraft zurückfuhr und dem Geschoss ausweichen konnte. Der Torpedo traf daraufhin erneut die Transylvania, die 40 Minuten nach dem ersten Treffer sank. Zehn Besatzungsmitglieder, 29 Offiziere und 373 Soldaten kamen durch die Versenkung ums Leben, darunter auch Kapitän Brennell. Mit 14.348 BRT war die Transylvania das größte Schiff, das U 63 versenkte.
Bei Savona, nördlich der Untergangsstelle, wurden viele Tote angespült. 89 Leichen wurden geborgen und auf einem kleinen Friedhof im ligurischen Zinola begraben. Sie wurden zwei Tage nach der Versenkung in einem gesonderten Areal des städtischen Friedhofs beigesetzt. Weitere Tote wurden in anderen Teilen Italiens, sowie in Frankreich, Monaco und Spanien beerdigt. Von den insgesamt 85 Commonwealth-Gräbern aus dem Ersten Weltkrieg auf dem Friedhof von Savona enthalten alle bis auf zwei Todesopfer der Transylvania. Ein Denkmal erinnert an 275 weitere Opfer des Untergangs, die nicht auf diesem Friedhof beigesetzt wurden.
Die Überlebenden konnten mit Hilfe von ligurischen Fischern gerettet werden, die Augenzeugen des Schiffsuntergangs waren. In Erinnerung an das Unglück wurde in der Ortschaft Predani vor der Insel Bergeggi ein Monument errichtet.
Das gut erhaltene Wrack ist 2011 vor der Küste Liguriens gefunden worden. Das Wrack wurde von Tauchereinheiten der Carabinieri mit Hilfe eines Spezialroboters in 630 m Tiefe unweit der Insel Bergeggi entdeckt. Es wurde mit Hilfe alter Dokumente gefunden, in denen über das Unglück berichtet wurde. Der Dampfer ist auseinandergebrochen und von Algen sowie weißen Korallen überwachsen.